# 哈业胡同镇
哈业胡同镇（汉语拼音字母：Hôyôr Hûdag Balgas），是中华人民共和国内蒙古自治区包头市九原区下辖的一个乡镇级行政单位。
“胡同”一词源于蒙语“井”（汉语拼音字母：khudag，“湖都格”也作“呼都格”、“湖洞”），与胡同（源可能于蒙语“街道”）无必然联系。哈业胡同即“双井”。

## 行政区划
哈业胡同镇下辖以下地区：
哈业胡同村、新胜村、前进村、柴脑包村、民胜村、打不素村、永丰村、乌兰计一村、乌兰计六村、乌兰计七村、乌兰计八村和乌兰计九村。